# Lista de cidades na voivodia da Pomerânia
Há 43 cidades na voivodia da Pomerânia com uma população total de 1 472 516 habitantes, o que representa aproximadamente 62,40% da população total da voivodia.
A maior cidade da voivodia é Gdańsk, com uma população de 487 834 habitantes. A população de Gdańsk representa 33,24% da população urbana da voivodia. Além disso, há outra cidade com uma população superior a 100 mil habitantes: Gdynia. Na voivodia, há 19 cidades-condados, incluindo 4 cidades com direitos de condado: Gdańsk, Gdynia, Słupsk e Sopot. Juntas, essas quatro cidades abrigam 35,82% da população da Pomerânia. A menor cidade-condado é Sztum, com uma população de 8 985 habitantes, enquanto a maior cidade que não é sede de condado é Rumia, com uma população de 53 585 habitantes. Krynica Morska tem a menor população, com 1 159 habitantes.
Gdańsk tem a maior área da voivodia e do país, com 262,0 km², e Skórcz a menor, com 3,6 km². A área total das áreas urbanas na voivodia é de 1 076,48 km², ou seja, aproximadamente 5,87% de sua área. Ao mesmo tempo, Tczew tem a maior densidade populacional da voivodia, com aproximadamente 2 567,96 hab./km², enquanto Krynica Morska tem a menor densidade — 9,89 hab./km².
O maior número de cidades — quatro cada — está localizado nos condados de Puck e Starogard, enquanto apenas uma cidade está situada nos condados de Gdańsk e Koscierski.
A cidade mais jovem da voivodia é Kobylnica, que recebeu seus direitos municipais em 1 de janeiro de 2025.
| Distribuição das cidades no mapa da voivodia da Pomerânia |
| --- |
| Gdańsk Gdynia Słupsk Tczew Rumia Wejherowo Starogard Gdański Chojnice Kwidzyn Malbork Lębork Sopot Pruszcz Gdański Reda Kościerzyna Bytów Kartuzy Ustka Człuchów Puck Czersk Nowy Dwór Gdański Miastko Władysławowo Sztum Prabuty Pelplin Skarszewy Żukowo Gniew Czarne Brusy Dzierzgoń Debrzno Kobylnica Nowy Staw Skórcz Kępice Łeba Hel Czarna Woda Jastarnia Krynica Morska Cidades por população: – mais de 100 mil; – de 50 a 100 mil; – de 20 a 50 mil; – de 10 a 20 mil; – de 5 a 10 mil; – menos de 5 mil; |

Esta tabela apresenta todas as cidades da voivodia da Pomerânia classificadas por população. As informações sobre o número de habitantes são fornecidas com base nos dados do Escritório Central de Estatística de 31 de dezembro de 2024. Os nomes das cidades-condado estão em negrito, enquanto os nomes das cidades com direitos de condado estão em itálico. Os nomes dos prefeitos de cidades que usam o título de presidente da cidade estão em itálico.
| #   | Brasão | Nome              | Condado     | População (31/12/2024) | Área [km²] | Densidade populacional [hab./km²] | Prefeito/Presidente           | Coordenadas                  |
| --- | ------ | ----------------- | ----------- | ---------------------- | ---------- | --------------------------------- | ----------------------------- | ---------------------------- |
| 1.  |        | Gdańsk            | Gdańsk      | 487 834                | 262,0      | 1 862,2                           | Aleksandra Dulkiewicz         | 54° 20′ 51″ N, 18° 38′ 43″ L |
| 2.  |        | Gdynia            | Gdynia      | 240 554                | 135,1      | 1 780,0                           | Wojciech Szczurek             | 54° 31′ 09″ N, 18° 32′ 22″ L |
| 3.  |        | Słupsk            | Słupsk      | 85 135                 | 43,2       | 1 973,0                           | Krystyna Danilecka-Wojewódzka | 54° 27′ 57″ N, 17° 01′ 45″ L |
| 4.  |        | Tczew             | Tczew       | 56 676                 | 22,4       | 2 532,4                           | Mirosław Pobłocki             | 54° 05′ 32″ N, 18° 46′ 38″ L |
| 5.  |        | Rumia             | Wejherowo   | 53 585                 | 30,1       | 1 780,2                           | Michał Pasieczny              | 54° 34′ 14″ N, 18° 23′ 16″ L |
| 6.  |        | Wejherowo         | Wejherowo   | 45 734                 | 27,0       | 1 694,5                           | Krzysztof Hildebrandt         | 54° 36′ 15″ N, 18° 14′ 56″ L |
| 7.  |        | Starogard Gdański | Starogard   | 45 184                 | 25,3       | 1 787,3                           | Janusz Stankowiak             | 53° 57′ 47″ N, 18° 31′ 33″ L |
| 8.  |        | Chojnice          | Chojnice    | 38 508                 | 21,0       | 1 830,2                           | Arseniusz Finster             | 53° 41′ 39″ N, 17° 33′ 23″ L |
| 9.  |        | Kwidzyn           | Kwidzyn     | 36 731                 | 21,5       | 1 705,2                           | Sebastian Kasztelan           | 53° 44′ 09″ N, 18° 55′ 51″ L |
| 10. |        | Malbork           | Malbork     | 36 573                 | 17,2       | 2 131,3                           | Marek Charzewski              | 54° 02′ 06″ N, 19° 01′ 41″ L |
| 11. |        | Lębork            | Lębork      | 33 865                 | 17,9       | 1 896,1                           | Jarosław Litwin               | 54° 32′ 21″ N, 17° 44′ 50″ L |
| 12. |        | Pruszcz Gdański   | Gdańsk      | 32 270                 | 16,5       | 1 959,3                           | Janusz Wróbel                 | 54° 15′ 43″ N, 18° 38′ 11″ L |
| 13. |        | Sopot             | Sopot       | 31 696                 | 17,3       | 1 834,3                           | Magdalena Czarzyńska-Jachim   | 54° 26′ 31″ N, 18° 33′ 35″ L |
| 14. |        | Reda              | Wejherowo   | 28 866                 | 33,5       | 862,7                             | Krzysztof Krzemiński          | 54° 36′ 27″ N, 18° 20′ 46″ L |
| 15. |        | Kościerzyna       | Kościerzyna | 23 353                 | 15,9       | 1 472,4                           | Michał Majewski               | 54° 07′ 19″ N, 17° 58′ 52″ L |
| 16. |        | Bytów             | Bytów       | 16 218                 | 8,7        | 1 859,9                           | Ryszard Sylka                 | 54° 10′ 16″ N, 17° 29′ 27″ L |
| 17. |        | Kartuzy           | Kartuzy     | 13 687                 | 7,4        | 1 862,2                           | Mieczysław Gołuński           | 54° 20′ 06″ N, 18° 12′ 05″ L |
| 18. |        | Ustka             | Słupsk      | 13 574                 | 10,2       | 1 332,1                           | Jacek Maniszewski             | 54° 34′ 43″ N, 16° 52′ 09″ L |
| 19. |        | Człuchów          | Człuchów    | 12 958                 | 12,8       | 1 013,9                           | Ryszard Szybajło              | 53° 39′ 52″ N, 17° 21′ 36″ L |
| 20. |        | Puck              | Puck        | 10 419                 | 4,8        | 2 175,2                           | Hanna Pruchniewska            | 54° 43′ 04″ N, 18° 24′ 31″ L |
| 21. |        | Czersk            | Chojnice    | 9 843                  | 9,7        | 1 011,6                           | Przemysław Biesek-Talewski    | 53° 47′ 34″ N, 17° 58′ 26″ L |
| 22. |        | Nowy Dwór Gdański | Nowy Dwór   | 9 435                  | 5,1        | 1 860,9                           | Jacek Michalski               | 54° 12′ 45″ N, 19° 07′ 00″ L |
| 23. |        | Miastko           | Bytów       | 9 283                  | 5,7        | 1 634,3                           | Witold Zajst                  | 53° 59′ 57″ N, 16° 58′ 35″ L |
| 24. |        | Władysławowo      | Puck        | 9 154                  | 13,7       | 669,6                             | Roman Kużel                   | 54° 47′ 35″ N, 18° 24′ 52″ L |
| 25. |        | Sztum             | Sztum       | 8 985                  | 4,6        | 1 957,5                           | Leszek Tabor                  | 53° 55′ 18″ N, 19° 02′ 01″ L |
| 26. |        | Prabuty           | Kwidzyn     | 8 053                  | 7,3        | 1 104,7                           | Marek Szulc                   | 53° 45′ 21″ N, 19° 11′ 51″ L |
| 27. |        | Pelplin           | Tczew       | 7 118                  | 4,4        | 1 610,4                           | Mirosław Chyla                | 53° 55′ 34″ N, 18° 42′ 04″ L |
| 28. |        | Żukowo            | Kartuzy     | 6 723                  | 4,7        | 1 421,4                           | Wojciech Kankowski            | 54° 20′ 45″ N, 18° 21′ 38″ L |
| 29. |        | Skarszewy         | Starogard   | 6 587                  | 10,8       | 610,5                             | Jacek Pauli                   | 54° 04′ 02″ N, 18° 26′ 45″ L |
| 30. |        | Gniew             | Tczew       | 6 098                  | 6,0        | 1 009,6                           | Maciej Czarnecki              | 53° 50′ 08″ N, 18° 49′ 21″ L |
| 31. |        | Czarne            | Człuchów    | 5 547                  | 46,4       | 119,5                             | Piotr Zabrocki                | 53° 41′ 02″ N, 16° 56′ 23″ L |
| 32. |        | Brusy             | Chojnice    | 5 053                  | 5,2        | 971,7                             | Witold Ossowski               | 53° 53′ 08″ N, 17° 43′ 19″ L |
| 33. |        | Dzierzgoń         | Sztum       | 4 850                  | 3,9        | 1 243,6                           | Jolanta Szewczun              | 53° 55′ 24″ N, 19° 21′ 05″ L |
| 34. |        | Debrzno           | Człuchów    | 4 805                  | 7,5        | 639,8                             | Wojciech Kallas               | 53° 32′ 17″ N, 17° 14′ 10″ L |
| 35. |        | Kobylnica         | Słupsk      | 4 772                  | 9,9        | 479                               | Anna Gliniecka-Woś            | 54° 26′ 26″ N, 16° 59′ 54″ L |
| 36. |        | Nowy Staw         | Malbork     | 3 952                  | 4,7        | 846,3                             | Jerzy Szałach                 | 54° 08′ 08″ N, 19° 00′ 48″ L |
| 37. |        | Skórcz            | Starogard   | 3 422                  | 3,6        | 942,7                             | Janusz Kosecki                | 53° 47′ 48″ N, 18° 31′ 34″ L |
| 38. |        | Kępice            | Słupsk      | 3 254                  | 6,1        | 532,6                             | Magdalena Majewska            | 54° 14′ 28″ N, 16° 53′ 23″ L |
| 39. |        | Łeba              | Lębork      | 3 029                  | 16,6       | 182,9                             | Andrzej Strzechmiński         | 54° 45′ 40″ N, 17° 33′ 26″ L |
| 40. |        | Hel               | Puck        | 2 755                  | 23,0       | 120,0                             | Mirosław Wądołowski           | 54° 36′ 42″ N, 18° 48′ 29″ L |
| 41. |        | Czarna Woda       | Starogard   | 2 643                  | 9,9        | 265,9                             | Arkadiusz Gliniecki           | 53° 50′ 40″ N, 18° 06′ 00″ L |
| 42. |        | Jastarnia         | Puck        | 2 581                  | 5,1        | 510,1                             | Tyberiusz Narkowicz           | 54° 41′ 58″ N, 18° 40′ 36″ L |
| 43. |        | Krynica Morska    | Nowy Dwór   | 1 159                  | 118,6      | 9,8                               | Adam Ostrowski                | 54° 22′ 57″ N, 19° 26′ 40″ L |